# Neues Rathaus Litomyšl

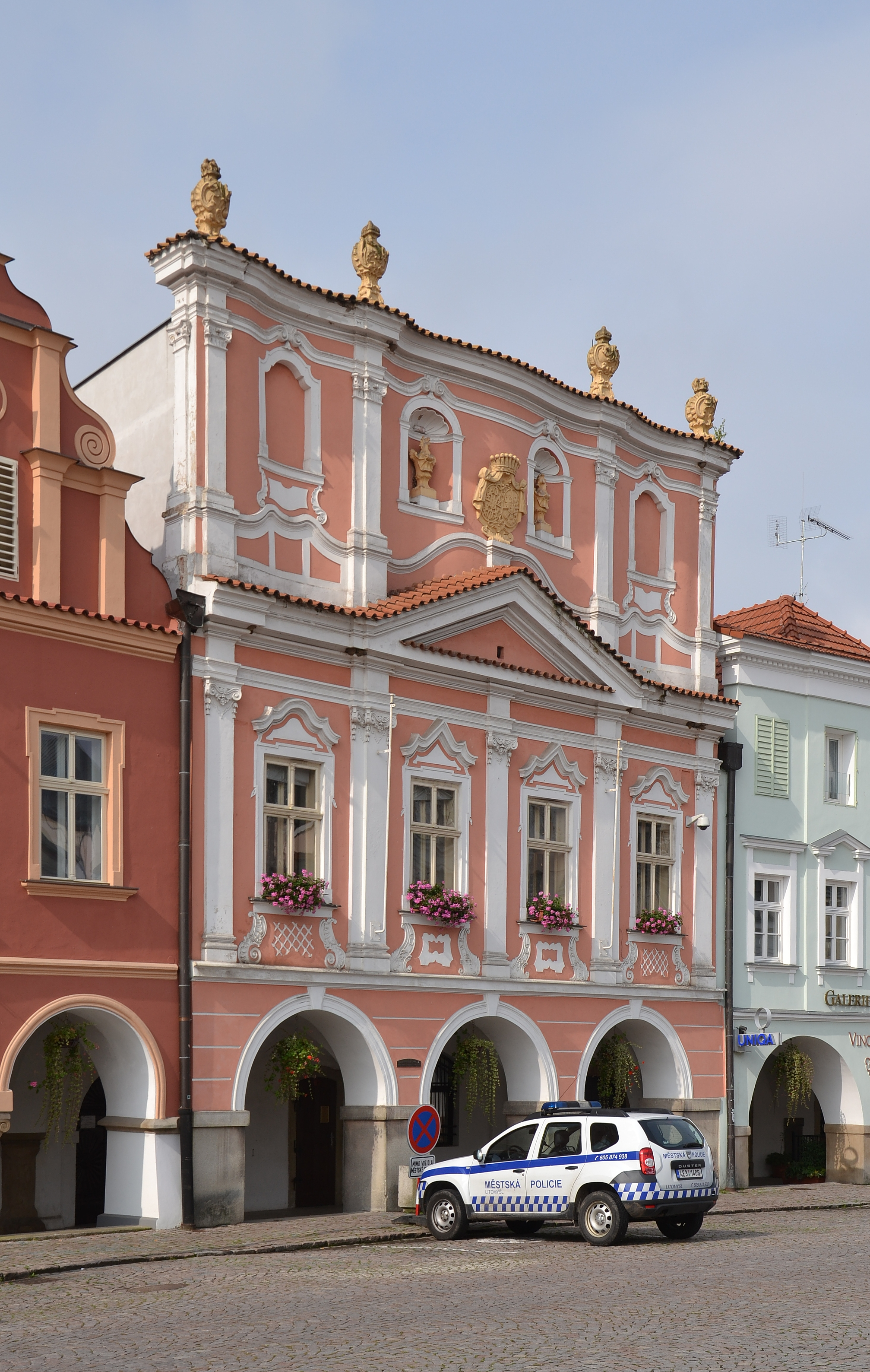
Neues Rathaus in Litomyšl

Das Neue Rathaus in Litomyšl (deutsch Leitomischl), einer Stadt im Bezirk Svitavy in der ostböhmischen Region Pardubice, wurde um 1700 nach einem Stadtbrand errichtet. Das Rathaus am Marktplatz ist ein geschütztes Kulturdenkmal.
Das dreigeschossige Gebäude mit Laubengang befindet sich am Smetanovo náměstí (Smetana-Platz). Es ist an der Fassade mit Pilastern und einem Dreiecksgiebel geschmückt.